# Pentostatina
La pentostatina, o 2'-deossiconformica, è un composto chimico di formula {\displaystyle {\ce {C11H16N4O4}}} che in condizioni standard si presenta come un solido biancastro.

## Storia
La pentostatina è un farmaco a piccola molecola con una fase clinica massima pari alla fase IV per tutte le indicazioni ed è stato approvato per la prima volta nel 1991.

## Caratteristiche strutturali e fisiche
La pentostatina è un membro della classe delle coformicine, in particolare si tratta di una coformicina in cui il gruppo ossidrilico in posizione 2' è sostituito da un atomo di idrogeno. Si tratta di un analogo delle purine.
La pentostatina si differenzia dai nucleosidi fisiologici, adenosina e deossiadenosina, per l’interposizione di un gruppo metilene tra N-1 e C-6 dell’anello purinico, che dà origine a un anelina a 7 membri (imidazobenzopina) invece di un anello a 6 membri, e per l’eliminazione di un gruppo amminico dall’anello e l’aggiunta di un gruppo ossidrilico.
Il residuo zuccherino, il desossiribosio, è comune sia alla pentostatina che alla deossiadenosina, mentre l’adenosina contiene ribosio. Le differenze steriche e tautomeriche risultanti tra questi composti conferiscono alla pentostatina una maggiore affinità di legame per il centro catalitico dell’enzima adenosina deaminasi, rispetto alle affinità dei substrati fisiologici dell’enzima.
| Caratteristiche strutturali          | Caratteristiche strutturali                                                                                             |
| ------------------------------------ | --- |
| N. di atomi pesanti                  | 19 |
| N. di donatori di legami a idrogeno  | 4 |
| N. di accettori di legami a idrogeno | 6 |
| N. di atomi stereogenici             | 4 |
| N. di legami ruotabili               | 2 |
| Caratteristiche fisiche              | |
| Massa monoisotopica                  | 268,117155 u |
| Superficie polare                    | 112 Å² |
| Potere rotatorio                     | +76,4° a 25 °C (concentrazione = 1g/100 ml acqua) +73,0° a 23 °C (concentrazione = 1g/100 ml di soluzione tampone pH 7) |

## Reattività e caratteristiche chimiche
La pentostatina è compatibile con l’iniezione di destrosio al 5%, l’iniezione di cloruro di sodio allo 0,9% e la soluzione di Ringer lattato. Una volta ricostituita con una soluzione iniettabile di cloruro di sodio allo 0,9% fino a una concentrazione finale di 2 mg/ml, la pentostatina risulta fisicamente e chimicamente stabile per almeno 72 ore a temperatura ambiente (22–25 °C).
Quando viene diluita fino a una concentrazione finale di 20 μg/ml, il farmaco è chimicamente compatibile a temperatura ambiente con soluzione iniettabile di cloruro di sodio allo 0,9% o con la soluzione di Ringer lattata per almeno 48 ore, e con la soluzione di destrosio al 5% per almeno 24 ore. È stato riportato che nelle soluzioni diluite in destrosio al 5%, può verificarsi una perdita di potenza dell’8 – 10% entro 48 ore.

### Spettri analitici
- LC-MS[10]
- UV[11]
- HPLC[11]

## Sintesi
Il composto viene isolato dalla fermentazione di colture di Streptomyces antibioticus.

## Farmacologia e tossicologia

### Farmacocinetica
Nell’uomo, dopo una singola dose di 4 mg/m² di pentostatina infusa in 5 minuti, l’emivita di distribuzione era di 11 minuti, l’emivita terminale media di 5,7 ore, la clearance plasmatica media di 68 mL/min/m² e circa il 90% della dose veniva escreto con le urine come pentostatina immodificata e/o metaboliti, come misurato dall’attività inibitoria sull’adenosina deaminasi.
Il legame della pentostatina alle proteine plasmatiche è basso, approssimativamente pari al 4%. È stata osservata una correlazione positiva tra la clearance della pentostatina e la clearance della creatinina (CLcr) nei pazienti con valori di CLcr compresi tra 60 e 130 mL/min. L’emivita della pentostatina nei pazienti con compromissione renale (CLcr < 50 mL/min, n=2) era di 18 ore, sensibilmente più lunga rispetto a quella osservata nei pazienti con funzionalità renale normale (CLcr > 60 mL/min, n=14), pari a circa 6 ore.

### Farmacodinamica
La pentostatina è un potente inibitore dello stato di transizione dell'adenosina deaminasi (ADA), la cui attività massima si riscontra nelle cellule del sistema linfatico. Il composto è in grado di attraversare la barriera emato-encefalica. Si ritiene che la pentostatina somigli strettamente agli intermedi dello stato di transizione della reazione dell’adenosina deaminasi che coinvolge questi nucleosidi, cioè gli intermedi che si formano durante la deaminazione dell’adenosina e della deossiadenosina ad inosina e deossiinosina, rispettivamente.
L'attività dell'enzima ADA è massima nelle cellule del sistema linfatico, con un’attività più elevata nelle cellule T rispetto alle cellule B, e con le neoplasie delle cellule T che mostrano un’attività ADA superiore a quelle delle cellule B. L’inibizione dell’ADA da parte della pentostatina sembra determinare un aumento dei livelli intracellulari di dATP, che può bloccare la sintesi del DNA attraverso l’inibizione della ribonucleotide reduttasi. Questo agente può anche inibire la sintesi dell’RNA e può portare alla deplezione selettiva dei linfociti CD26+.

### Effetti del composto e usi clinici
È utilizzatoa per il trattamento di numerose neoplasie linfoproliferative, in particolare della leucemia a cellule capellute refrattaria all'interferone α. È anche sinergica con alcuni altri agenti antineoplastici e possiede attività immunosoppressiva.

### Controindicazioni ed effetti collaterali
Il composto è controindicatonei pazienti con ipersensibilità al composto. Gli effetti collaterali includono letargia, eruzione cutanea, affaticamento, nausea e mielosoppressione. La terapia prolungata con pentostatina può provocare un peggioramento delle lesioni elementari della pelle.

### Tossicologia
La pentostatina può causare malformazioni fetali tra cui: onfalocele, gastroschisi e difetto di flessione degli arti nei ratti. La pentostatina è associata a una bassa incidenza di elevazioni degli enzimi sierici durante la terapia ed è stata collegata a rari casi di grave danno epatico acuto con ittero.

### Interazioni
Edema polmonare acuto e ipotensione, con esito fatale, sono stati segnalati in letteratura in pazienti trattati con pentostatina in combinazione con carmustina, etoposide e alte dosi di ciclofosfamide come parte del regime ablativo per il trapianto di midollo osseo.